# Funabashi
Funabashi (船橋市, Funabashi-shi) és una ciutat del Japó situada a la Prefectura de Chiba. El gener de 2020, la ciutat tenia una població estimada de 644.668 en 309.238 llars i una densitat de població de 7.500 habitants/km². L'àrea total de la ciutat és de 85,62 km². És la 7a ciutat més poblada de l'Àrea metropolitana de Tòquio (després de Kawaguchi, Hachiōji i Chiba), i la segona més gran de la prefectura de Chiba.

## Geografia
Funabashi es troba al nord-oest de la prefectura de Chiba, a uns 20 quilòmetres en qualsevol direcció de la capital de la prefectura de Chiba i el centre de Tòquio. La zona central forma una terra plana diluvial de l’altiplà de Shimōsa. La ciutat es troba a una alçada de 20 a 30 metres sobre el nivell del mar i és relativament plana. El punt més alt és de 32,3 metres a Narashino 3-chome i el punt més baix és de 0,2 metres a Minatomachi 1-chome. Funabashi és travessada pel riu Tone, i el petit riu Ebi es troba totalment dins dels límits de la ciutat. Funabashi antigament tenia platges àmplies i poc profundes, però bona part de la costa ha estat industrialitzada i transformada per terres recuperades. La ciutat s'estén per 13,86 quilòmetres d'est a oest i 14,95 quilòmetres de nord a sud.

### Municipis veïns
Prefectura de Chiba
- Ichikawa
- Kamagaya
- Narashino
- Shiroi
- Yachiyo

### Clima
Funabashi té un clima subtropical humit (Köppen Cfa) caracteritzat per estius càlids i hiverns frescos amb nevades lleugeres o nul·les. La temperatura mitjana anual a Funabashi és de 15,5 °C. La precipitació mitjana anual és 1,466.1 mm (57,72 in) amb octubre com el mes més plujós. Les temperatures més altes són de mitjana a l'agost, al voltant 26,8 °C, i la mínima al gener, al voltant 4,8 °C.

## Demografia
Segons dades del cens japonès, la població de Funabashi ha augmentat ràpidament durant el segle passat.

## Història
El nom "Funabashi" s'esmenta a la crònica del període Kamakura Azuma Kagami. Tanmateix, el nom en si és encara més antic, datant d'abans del període Nara i de la mitologia Yamatotakeru. Els arqueòlegs han trobat a la zona eines de pedra del Paleolític japonès i esculls del període Jōmon, cosa que indica una habitació contínua durant milers d'anys. Diversos santuaris xintoistes i temples budistes de la zona afirmen haver estat fundats durant el període Nara o Heian. Durant els períodes Muromachi, la zona estava controlada pel clan Chiba. Durant el període Sengoku, el clan Chiba va lluitar contra el clan Satomi al sud, i el clan Hōjō tardà a l'oest. Després de la derrota del clan Chiba, la zona va passar sota el control de Tokugawa Ieyasu.
Sota el shogunat de Tokugawa, la zona va prosperar com a ciutat postal al creuament del riu Tone, i va ser retinguda en gran part com a tenryō sota el control directe del shogunat i administrada a través d'una sèrie d’hatamoto . La zona també era un terreny de caça preferit per als shōgun. Durant la Guerra Boshin de la Restauració Meiji, Funabashi va ser el lloc d'una escaramussa menor entre els lleials de Tokugawa sota Enomoto Takeaki i les forces proimperials del domini d'Okayama i del domini de Satsuma, durant la qual la major part de la ciutat es va incendiar.
Després de l'abolició del sistema han, la zona finalment va passar a formar part de la prefectura de Chiba. La ciutat de Funabashi va ser una de les diverses ciutats i pobles creats l'1 d'abril de 1889 sota el districte d'Inba amb l'establiment del sistema modern de municipis. La zona es va desenvolupar ràpidament per la seva proximitat a Tòquio i la presència de nombroses instal·lacions militars a la zona. L'1 d'abril de 1937, Funabashi va ser elevada a l'estatus de ciutat gràcies a la fusió amb la ciutat veïna de Katsushika i els pobles de Yasakae, Hoden i Tsukada. La nova ciutat va ser seu de nombroses instal·lacions militars durant la Segona Guerra Mundial i va ser bombardejada en els atacs aeris al Japó el 1945.
La ciutat es va desenvolupar ràpidament a la postguerra, amb el desenvolupament de les indústries, les urbanitzacions públiques i les instal·lacions portuàries. Amb l'annexió de la veïna ciutat de Ninomiya el 1953, la població va superar els 100.000 habitants. La població va superar els 300.000 habitants el 1969 i els 500.000 el 1982. Funabashi va ser designada com a ciutat central l'1 d'abril de 2005, amb una major autonomia local del govern central. La població va superar els 600.000 habitants el 2006.

## Economia
Funabashi és un centre comercial regional i, a causa de les seves nombroses connexions de tren, una ciutat dormitori per a Chiba i Tòquio propers. Segons el cens de 2015, aproximadament el 34,5% de la població activa es desplaça a Tòquio.

### Empreses de Funabashi
- Mugen Seiki - un fabricant de cotxes de control remot

## Ciutats agermanades
- Hayward, California, Estats Units, des del 7 de novembre de 1986
- Odense, Dinamarca, des del 6 d’abril de 1989[2]
- Xi'an, Shaanxi, China, since 2 de novembre de 1994[2]

## Estructures notables
- Hipòdrom de Funabashi
- Funabashi Sports Park Arena, parc infantil dels Chiba Jets
- Hipódromo de Nakayama
- El centre comercial LaLaPort, un dels més grans del Japó
- Pista d'esquí coberta SSAWS (tancada i enderrocada l'any 2003)
- La primera botiga IKEA de gran format del Japó, construïda al lloc de SSAWS

### Llocs destacats
- Cirerer en flor al riu Ebi
- Santuari Funabashi
- Gyōda Musen
- Kūtei-kan
- Meiji Tennō Chūhitsu no Tokoro no Hola
- Narashinohara
- Ninomiya Jinja

## Gent notable de Funabashi
- Hiroki Aiba, ballarina i cantant
- Kazuyuki Fujita, lluitador professional
- Funassyi, mascota no oficial de la ciutat
- Arisa Hoshiki, antiga lluitadora professional, cantant sota l'alter ego Udon Sato
- Sayaka Ichii, músic
- Atsushi Itō, actor
- Yuko Kavaguti, patinadora artística
- Mai Kuraki, cantant
- Fumie Kurotori, nedador
- Minori Matsushima, actriu de veu
- Mai Minokoshi, tennista professional
- Manabu Namiki, dissenyador de videojocs
- Yoshihiro Natsuka, futbolista professional
- Katsuhiko Nishijima, director d'anime
- Michiko Nishiwaki, actriu, dona acrobàtica
- Yoshihiko Noda, polític, antic primer ministre del Japó
- Hanako Oku, músic
- Toru Oniki, entrenador de futbol professional i exjugador
- Shunzo Ono, futbolista professional
- Manabu Orido, pilot de carreres
- Tamao Satō, actriu
- Takashi Sekizuka, futbolista professional
- Mariko Shiga, músic
- Rin Takanashi, actriu de cinema i televisió
- Keiko Terada, cantant (Show-Ya)
- Akeno Watanabe, actriu de veu
- Azusa Yamamoto, ídol del gravat
- Tomohisa Yamashita, músic
- Risa Yoshiki, model, actriu, cantant

## Honors
- El 2018, l'asteroide 25892 Funabashi va rebre el nom de la ciutat.